# ام‌اس ویندم
ام‌اس ویندم (به انگلیسی: MS Veendam) یک کشتی است که طول آن ۷۱۹ فوت (۲۱۹ متر) می‌باشد.